# Окре
О̀кре (на италиански: Ocre) е община в Южна Италия, провинция Акуила, регион Абруцо. Разположено е на 850 m надморска височина. Населението на общината е 1116 души (към 2010 г.).
Административен център на общината е село Сан Панфило д'Окре (San Panfilo d'Ocre).